# Dasyhelea hitchcocki
Dasyhelea hitchcocki är en tvåvingeart som beskrevs av Wirth 1976. Dasyhelea hitchcocki ingår i släktet Dasyhelea och familjen svidknott.
Artens utbredningsområde är Tonga. Inga underarter finns listade i Catalogue of Life.